# كاظمية (ميانكوه)
کاظمیة (بالفارسية: شهرک کاظمیه) هي قرية تقع في إيران في Miankuh Rural District. يقدر عدد سكانها بـ 377 نسمة بحسب إحصاء 2016.